# Ryukin

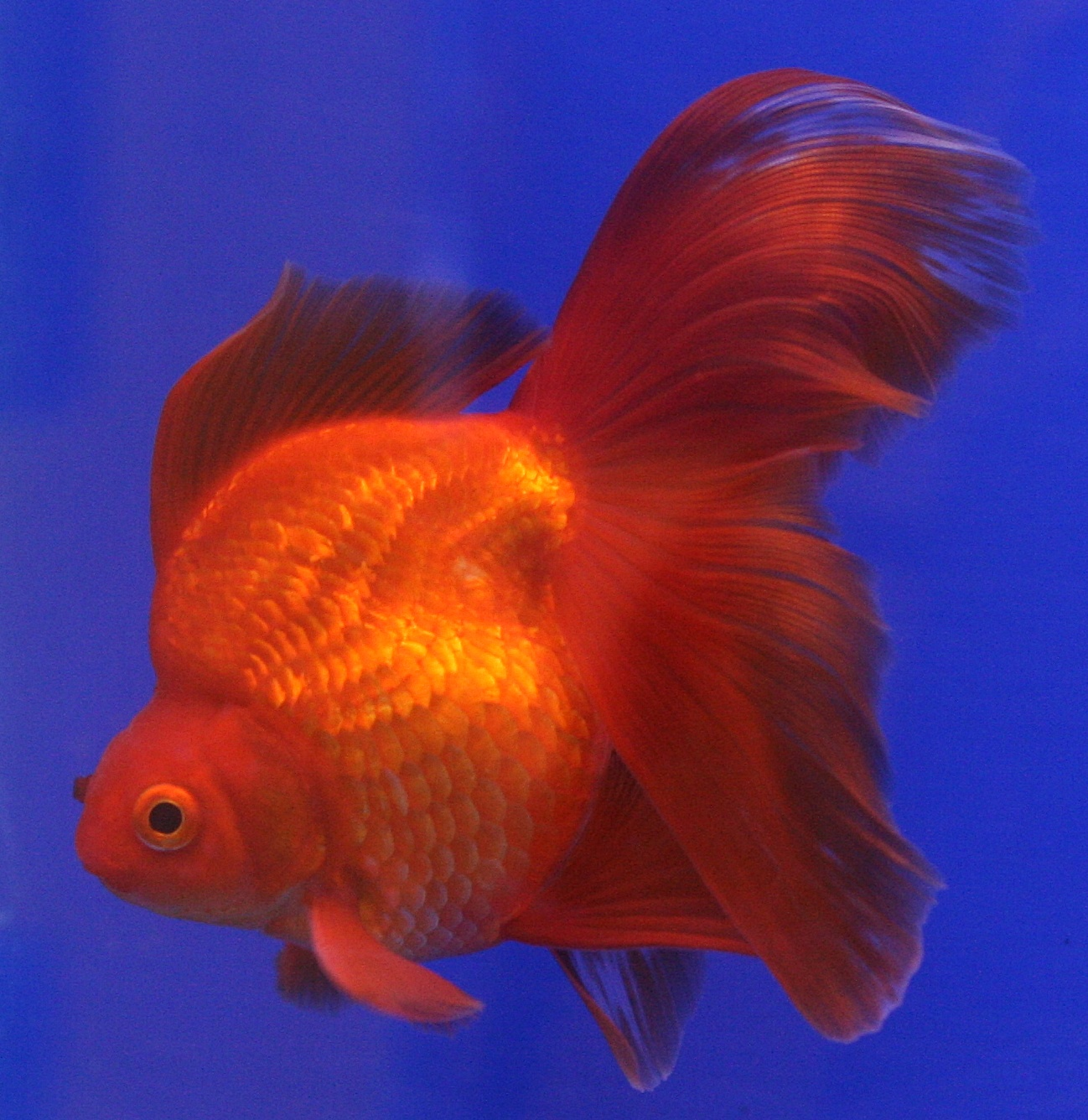

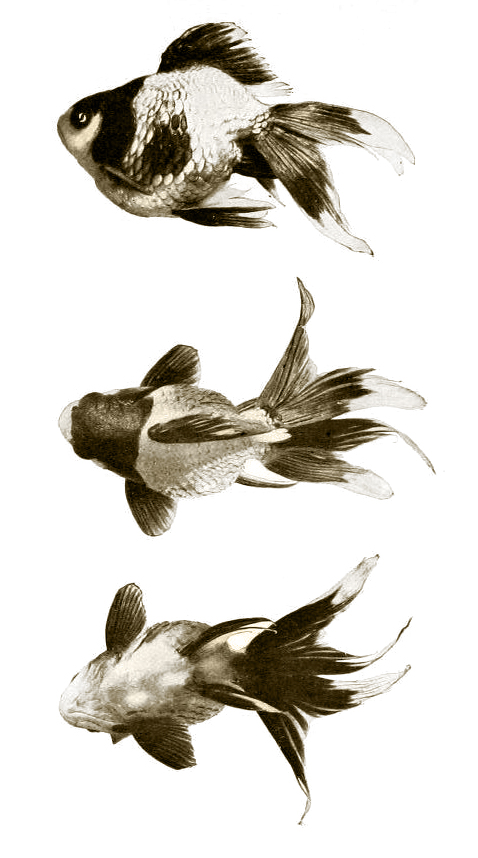
Widok ryby z trzech stron (z boku, z góry i z dołu)

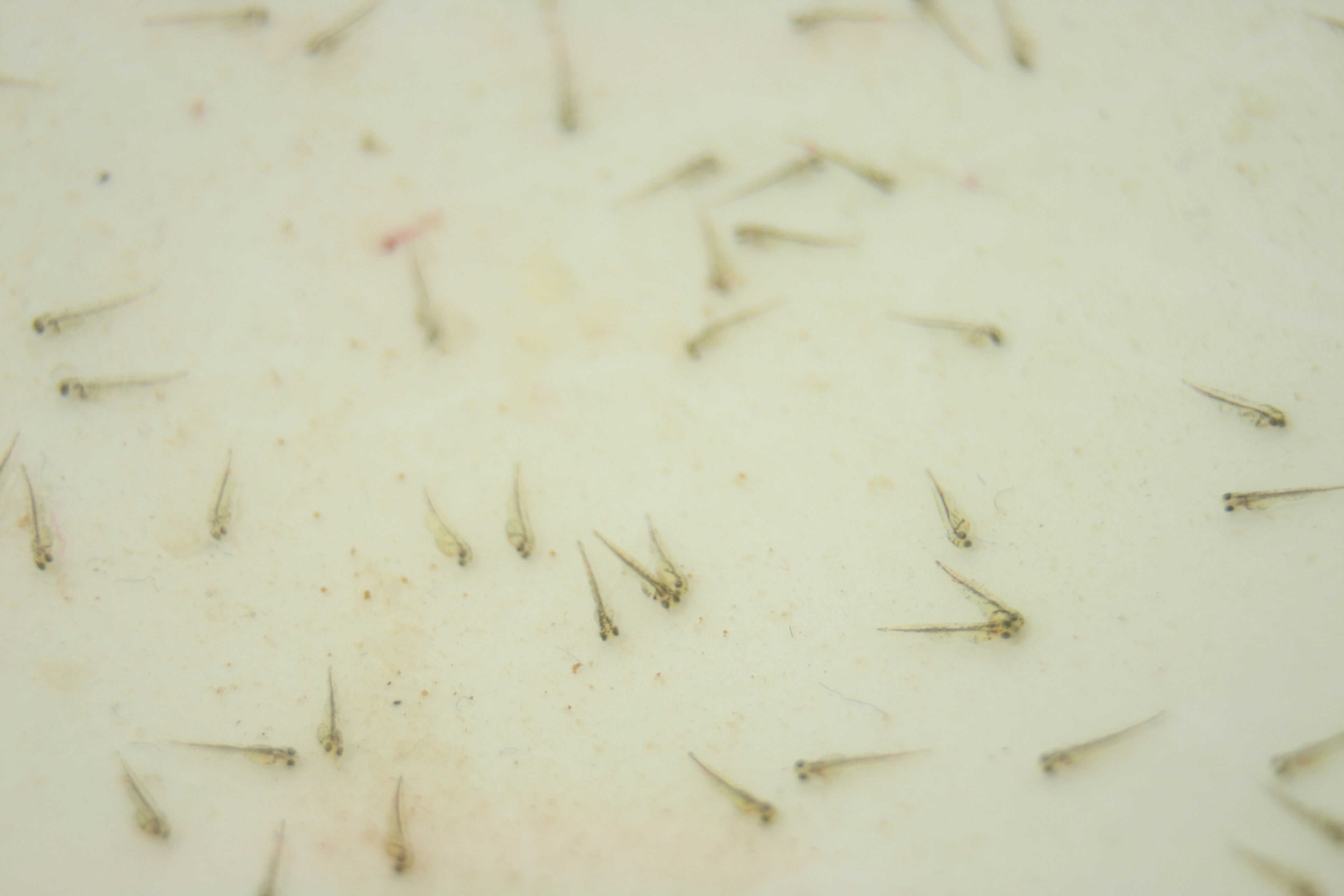
Świeżo wylęgły narybek

Ryukin (jap. 琉金 ryūkin) – odmiana hodowlana chińskiej populacji złotej rybki wywodzącej się od jednego z podgatunków karasia złocistego (Carassius auratus auratus), w hodowli akwarystycznej popularnie zwanych welonami. Bywa hodowana w akwarium.

## Występowanie
Ryba nie występuje w naturze, została wyhodowana w niewoli.

## Opis
Ryba o charakterystycznym wysokim grzbiecie i dużym brzuchu, dorastająca do 20 cm długości. Płetwy silnie wydłużone, ogonowa jest długo i podwójna. Występuje w kilku barwnych odmianach: białej, czerwonej, bordowej, biało-czerwonej, pomarańczowo-żółto-białej, czarnej. Występuje również odmiana wielokolorowa – calico.

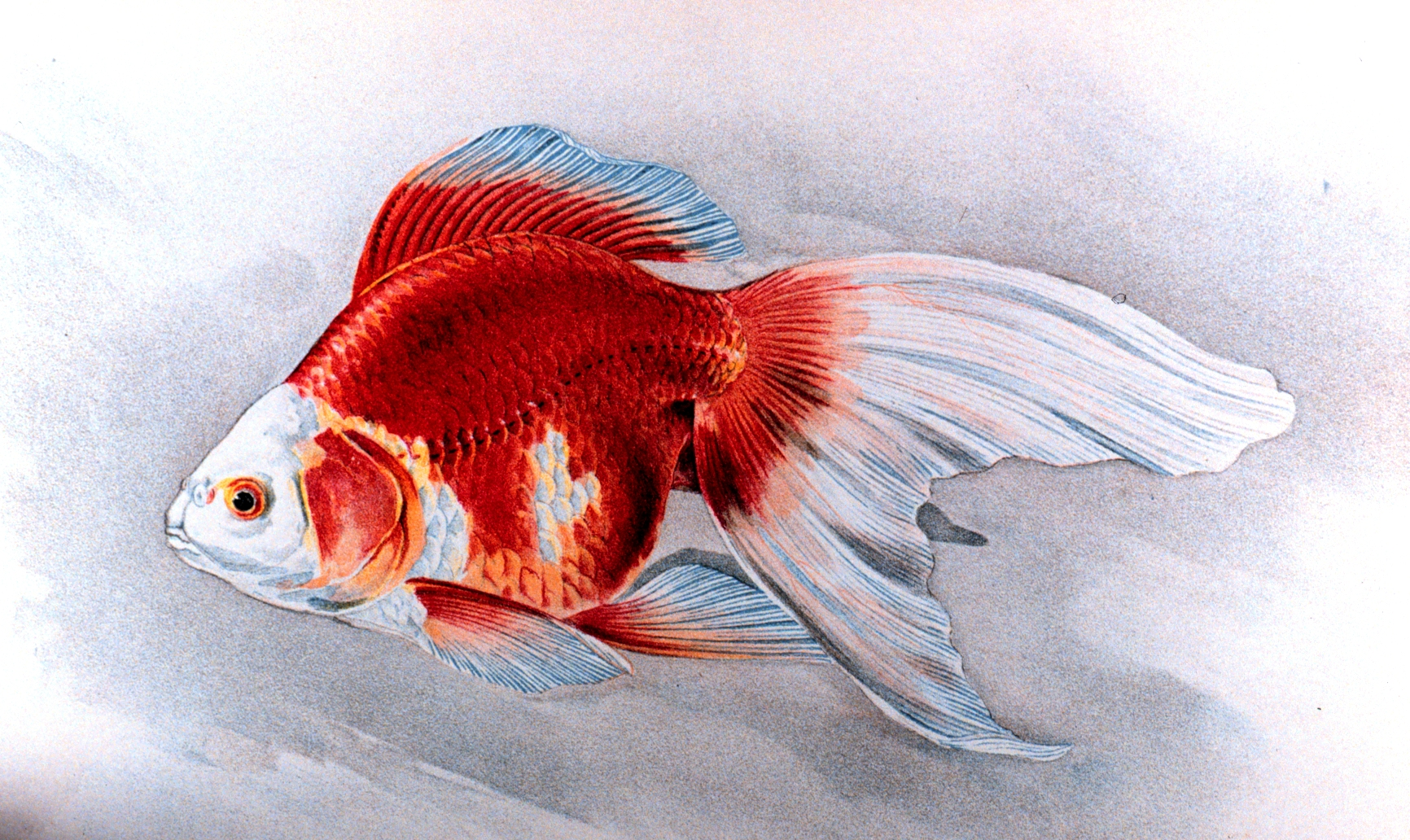
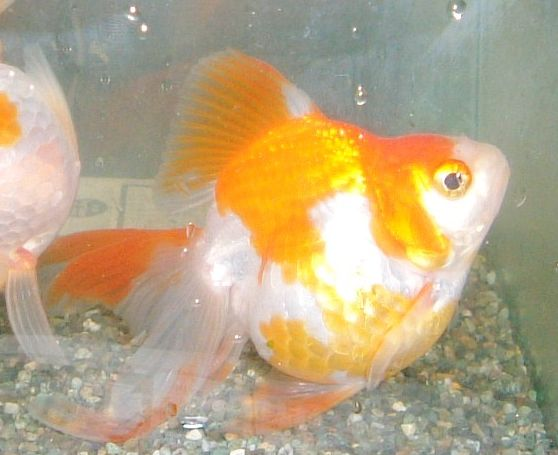
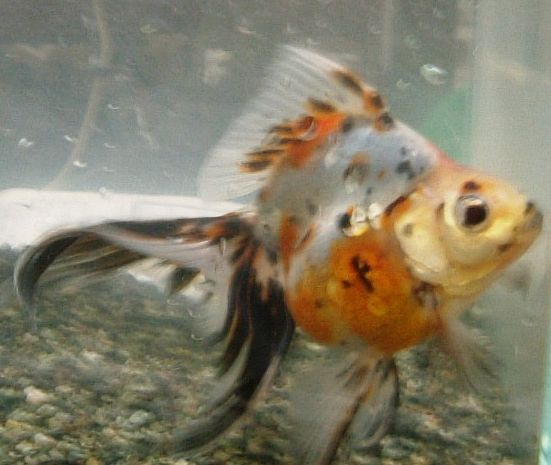

## Dymorfizm płciowy
Różnica pomiędzy samcem a samicą trudna do rozróżnienia. Na krótko przed tarłem u samca uwidacznia się biała wysypka występująca na głowie oraz skrzelach. Wysypka ta podobna jest do objawów groźnej choroby – ospy rybiej.

## Warunki w akwarium
| Zalecane warunki w akwarium | Zalecane warunki w akwarium                         |
| --------------------------- | --------------------------------------------------- |
| Zbiornik                    | duży, min. 100 l                                    |
| Temperatura wody            | 20-25°C na zimę okresowo niższa 15-18 °C            |
| Twardość wody               | bez znaczenia                                       |
| Skala pH                    | obojętne                                            |
| pokarm                      | wskazany specjalistyczny pokarm suchy (dla welonów) |

Ryba towarzyska nadająca się do akwarium ogólnego, najlepiej jednak prezentuje się w akwarium gatunkowym, w towarzystwie innych odmian welonów z mocno obsadzonymi roślinami posadzonymi w doniczkach (potrafi wyrwać z podłoża).

## Rozmnażanie
Do tarła przystępuje para w wodzie o kilka stopni wyższej i lustrem wody ok. 20 cm. Ikra składana jest na miękkolistnych roślinach w liczbie dochodzącej nawet do kilku tysięcy sztuk. Złożone jajeczka rozwijają się ok. 7 dni, po czym larwy zaczynają poszukiwać pożywienia po upływie kolejnych 1–2 dni. W pierwszym okresie wymagane jest dokarmianie narybku larwami artemii oraz drobnymi organizmami eukariotycznymi – pierwotniakami.

## Pokarm
Ryba wyjątkowo podatna na choroby, gdy jest karmiona ciężkostrawnym pokarmem (ochotka, rurecznik). Dopuszczalny jest pokarm mrożony rodzaju wodzień, larwy komara.